# شخير
الشخير هو الصوت الذي يصدره النائم ويحدث الشخير نتيجة لضيق في ممرات التنفس وتختلف درجته من غطيط له صوت هادئ ويحدث هذا مع غالبية الناس حيث يكون وضع الرأس بالنسبة للعنق غير مضبوط وقد يكون للشخير صوت عالي يشبه الحشرجة وهذا النوع قد يكون مصحوبا بتوقف متقطع في التنفس واضطراب النوم.
الشخير هو اهتزاز في الأجزاء التنفسية وهو الصوت الناتج عن حركة الهواء المتعسرة خلال التنفس أثناء النوم. في بعض الحالات، قد يكون الصوت ناعماً، ولكن في حالاتٍ أخرى، يمكن أن يكون عالياً ومزعجاً. الشخير خلال النوم قد يكون علامة، أو إنذار أول لانقطاع النفس الانسدادي النومي (OSA). يقول الباحثون أن الشخير هو أحد عوامل الحرمان من النوم.

## العلامات والأعراض
يسبب الشخير الحرمان من النوم للمشخرين ومن حولهم، بالإضافة إلى الشعور بالنعاس خلال النهار، التهيج، نقص التركيز وانخفاض الشبق. كما قيل أيضاً أنه قد يسبب تأثيرات فيسيولوجية وضرر إجماعي لمن يعانون منه. لقد كشفت دراسات عديدة عن وجود علاقة طردية بين الشخير المرتفع وخطر الإصابة بالنوبة القلبية (فرصة تقارب +34%) والسكتة (فرصة تقارب +67%).
على الرغم من أن الشخير يعد بالعادة محنة صغيرة، إلا أن المشخرين قد يعانون أحياناً من اعتلال حاد في نمط الحياة. لقد كشفت تجربة أجراها "Armstrong et al."عن تحسن ملحوظ إحصائياً في العلاقات الزوجية بعد أن تمت معالجة الشخير جراحياً. لقد تم تأكيد هذا بالدليل من قِبلGall et al. ، Knight& Cartwright، وFitzpatrick et al.
ربطت دراسات حديثة الشخير المرتفع مع تطور تصلب الشريان السباتي. لقد أثبت Amatoury et al
." أن اهتزازات الشخير تُنقَل إلى الشريان السباتي مستنتجاً بذلك آلية محتملة مرتبطة بالشخير لإحداث الضرر للشريان السباتي وتطورالترسبات التصلبية. وجد هؤلاء الباحثون أيضاً تضاعف في طاقة الشخير خلال تجويف الشريان السباتي عند ترددات معينة، فكان هذا تدعيماً للسيناريو السابق. اهتزاز الشريان السباتي مع الشخير يعد أيضاً آلية محتملة للتمزق الناتج من الترسبات التصلبية وكنتيجة، السكتة الإقفارية.
وجد الباحثون أيضاً أن الشخير المرتفع قد يسبب اضطراب في تدفق الدم في الشريان السباتي. بشكل عام، إن الاضطراب المتزايد يسبب تهييج خلايا الدم وتم اعتباره مسبباً للتصلب العصيدي.
تقدر دراسة أمريكية أنه من كل 15 مواطن أمريكي يتأثر تقريباً شخص واحدعلى الأقل بدرجة متوسطة من توقف التنفس أثناء النوم.

## الأسباب
عند الحديث بشكل عام، فإن الأجزاء المرتبطة بالمشكلة هي اللهاة والحنك الرخو، وإن تدفق الهواء العشوائي سببه انغلاق في المجرى الهوائي يحدث عادة بسبب أحد العوامل الآتية:
- ضعف الحلق، مسبباً انغلاقه أثناء النوم.
- انحراف الفك، الناتج عادة عن إجهاد في العضلات.
- تجمع الدهون داخل وحول الحلق.
- انسداد في الممرات الأنفية.
- انقطاع النَفَس الانسدادي النومي.
- ملامسة الأنسجة في أعلى الممرات الهوائية لبعضها البعض مسببة اهتزازات.
- المرخيات كالكحول أو الأدوية المرخية لعضلات الحلق.
- النوم على الظهر مما قد يؤدي إلى رجوع اللسان إلى مؤخرة الفم.

### سبب لارتفاع ضغط الدّم
وجدت بحوث بريطانيّة أن الشخير أثناء ساعات النّوم متعلق وربما أحد أسباب ارتفاع ضغط الدم. كذلك يشير البحث حول النوم إلى أن أولئك الذين يعيشون تحت مسارات الطائرات، أو حتى أولئك الذين يتقاسمون أسرتهم مع أشخاص يشخرون بصوت مرتفع أثناء النوم، قد يعانون بالنتيجة من مرض ارتفاع ضغط الدم.

## العلاج
إن جميع العلاجات تقريباً تدور حول التخلص من الانغلاق في مجرى التنفس. هذا هو السبب وراء نصح المشخرين بتخفيف الوزن (لمنع الدهون من الضغط على الحلق) وإيقاف التدخين (التدخين يضعف ويسد الحلق) والنوم على الجانب (لمنع اللسان من أن يسبب انسداداً في الحلق). ويتوافر أيضاً عددٌ من العلاجات الأخرى تتراوح من الأدوية التي تباع في الصيدليات دون وصفة طبية كبخاخات الأنف، شرائط الأنف، ملاقط الأنف، بخاخات التشحيم، أجهزة فموية [الإنجليزية]، والأغطية والوسادات المضادة للشخير، إلى أنشطة غير اعتيادية مثل ممارسة الديدغيردو. كما يمكن أن تجد علاجات خاصة بالليزر من الالتهاب تساعد على رفع الحنك الرخو واللهاة.

### أجهزة طب الأسنان
أجهزة مصممة خصيصاً تسمى جبائر تقديم الفك السفلي [الإنجليزية]- تقوم بسحب الفك السفلي للأمام قليلاً وبالتالي سحب اللسان أيضاً للأمام قليلاً- تعد طريقة شائعة لعلاج الشخير. لقد تم إثبات أن مثل هذه الأجهزة تقلل الشخير وانقطاع النَفَس النومي في الحالات التي يكون فيها خفيفاً إلى متوسطاً. تعد جبائر تقديم الفك السفلي أسهل للتحمل من أجهزة CPAP .

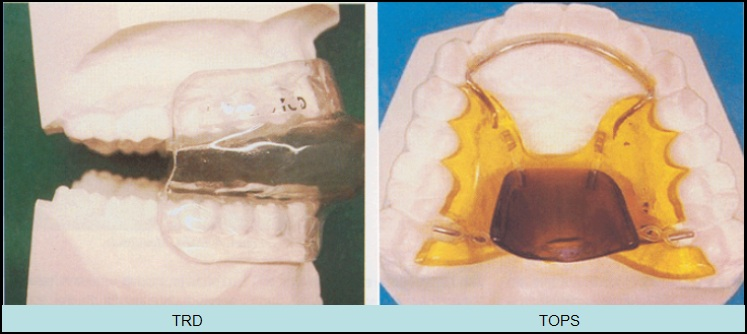
أحد أنواع جبائر تقديم الفك السفلي

.

### الضغط الهوائي الإيجابي
تستخدم عادةً آلة الضغط الهوائي الإيجابي المستمر (CPAP) للسيطرة على انسداد النَفَس النومي والشخير المرتبط به. لإبقاء المجرى الهوائي مفتوحاً، يقوم جهاز بضخ بخار الهواء خلال خرطوم مرن إلى قناع يِرتدى فوق الأنف أو الفم أو كليهما.

### العمليات الجراحية
تعد العملية الجراحية خياراً متاحاً لمعالجة الشخير. بعض العمليات مثل uvulopalatopharyngoplasty [الإنجليزية] تهدف إلى توسعة المجرى التنفسي من خلال إزالة أنسجة من الجزء الخلفي من الحلق تتضمن اللهاة والبلعوم. ولكن مثل هذه العمليات تعد اجتياحية وفيها خطورة التعرض لآثار جانبية عكسية وخيمة. تكمن الخطورة الكبرى في احتمالية تكون نُدب داخل الحلق -كنتيجة للشقوق- كافٍ لجعل الممر الهوائي أضيق مما كان عليه قبل إجراء العملية، مقلصاً الفراغ الهوائي في البلعوم. إن تكون الندوب هو سمة فردية لذا من الصعب على الجرًاح التنبؤ بكمية الندب التي سيتعرض لها المريض. في الوقت الحالي، إن الجمعية الطبية الأميريكية لا توافق على استخدام الليزر لإجراء عمليات على البلعوم أو اللهاة.
يعد الإستئصال بالاستعانة بموجات الراديو Radiofrequency ablation (RFA) من الطرق الجراحية الحديثة لعلاج الشخير. يقوم هذا العلاج بتوجيه طاقة الترددات الراديوية وحرارة (بين 77 سلسيوس و85 سلسيوس) نحو النسيج الناعم في مؤخرة الحلق مثل الحنك الرخو واللهاة مسبباً ندباً في النسيج تحت الجلد. بعد الشفاء، تكون النتيجة صلابة المنطقة التي تم علاجها. تستغرق هذه العملية أقل من ساعة وتُجرى عادة في العيادات الخارجية وتتطلب بالعادة جلسات علاجية متعددة. تعد هذه العملية فعالة في التخفيف من حدة الشخير ولكن لا تؤدي إلى التخلص من المشكلة نهائياً.

### الدعامة
يعد إجراء الدعم بدعامة غير اجتياحي كثيراً وهو علاج للشخير وانقطاع النَفَس الانسدادي النومي. تمت الإشارة إلى هذا العلاج من قبل منظمة الغذاء والدواء الأمريكية (FDA) في عام 2004. من خلال هذا الإجراء، يتم إدخال 3 إلى 6 من خيوط الداكرون- الداكرون هي المادة المستخدمة في القطب الجراحية الدائمة- في الحنك الرخو باستخدام حقنة خاصة وتخدير موضعي. بينما تمت الموافقة في البداية على هذا الإجراء بإدخال ثلاث دعامات (Pillars) في الحنك الرخو، لوحظ وجود استجابة كبيرة ملحوظة إلى عدد أكبر من الدعامات عند مرَشحين مناسبين. كنتيجة لهذا الإجراء الذي يتم في العيادات الخارجية ولا يستغرق في العادة أكثر من 30 دقيقة يصبح الحنك الرخو أكتر صلابة، مما قد يقلل من حالات انقطاع النفس النومي والشخير. يستهدف هذا الإجراء أحد الأسباب الرئيسية للشخير وانقطاع النفس النومي- اهتزاز أو ضعف الحنك الرخو (الجزء الرخو من سقف الحلق). في حال وجود عوامل أخرى تساهم في حدوث الشخير وانقطاع النفس النومي مثل الحالات المتعلقة بالممر الهوائي الأنفي أو مثل تضخم اللسان فإنه سيكون من الأرجح احتياج هذا العلاج إلى جانب علاجات أخرى ليكون أكثر فاعلية.
تعد تقنية ال " Bipolar radiofrequency ablation "المستخدمة في استئصال اللوزتين طريقة أخرى لعلاج الشخير.

### الأدوية
لقد أثبتت دراسة أُجريت بشكل غير عشوائي على 30 مريض وجود فائدة من استخدام سودوفيدرين (pseudoephedrine)، دومبيريدون(domperidone)، وخليط منهما في علاج حالة الشخير الحاد.
تعد التمارين التي تزيد من درجة قوة العضلة في الممر الهوائي العلوي أحد العلاجات الطبيعية، وقد لاحظ بعض الأطباء أن المغنيين المحترفين نادراً ما يشخرون، ولكن لا بد من الإطلاع على دراسات كافية في هذا المجال.

## علم الأوبئة
إن الإحصائيات المتعلقة بالشخير كثيراً ما تكون متناقضة.
إن 30% من البالغين على الأقل وما يقارب ال 50% من الناس في بعض التركيبات السكانية يشخرون. لقد أظهرت دراسة أجريت على 5713 مواطن أميريكي وجود الشخير المعتاد عند 24% من الرجال و13.8% من النساء، بحيث ترتفع النسب إلى 60% عند الرجال و40% عند النساء ممن يتراوح عمرهم بين ال60 وال65 عاماً، مما يجعلنا نتوقع تزايد القابلية للإصابة بالشخير مع تقدم العمر.

### حقائق حول النوم والشخير
- تقاسم السرير مع من يشخر أثناء النوم قد يسبب ارتفاعا في ضغط الدم.
- تبقى أجزاء من دماغنا نشيطة تنذرنا بالأخطار أثناء النوم.
- كمية الطاقة التي نوفرها ونحن نياما تُعتبر صغيرة جدا.
- النوم متعلق بجوهره بالدماغ أكثر من صلته بالجسد.
- تُغلق أجزاء من الدماغ بشكل كامل تقريبا أثناء النوم.
- يعطينا النوم فرصة لتنظيم ذكرياتنا وتعزيز تجاربنا التي نمر بها خلال النهار.
- يتعرض العاملون بنظام المناوبات الليلية أكثر من غيرهم لخطر الإصابة بمشاكل وأمراض القلب والأمعاء والمعدة.